# 高一涵
高一涵（1885年4月4日—1968年4月），原名高永浩，别名涵庐、梦弼等，安徽省六安州人，中華民国及中華人民共和国政治人物、政治学者。

## 生平
1885年4月4日，高一涵生於安徽六安官亭。父親高顯墀棄學經商。5歲發蒙，7歲時父親過世，由長兄高永著掌管家事。17歲考中秀才。1905年，科舉廢除後進入六安州學堂學習，隔年選送入安徽高等学堂，師從嚴復。1907年，徐錫麟因刺殺安徽巡撫恩銘被處死，高一涵和同鄉朱蘊山目睹他被處刑。隔年，熊成基在安慶起義失敗，深受感召。1911年10月，與同學十余人聲援武昌起義，11月，孫毓筠赴安慶成立安徽軍政府，高一涵參加《安徽船報》社，支持革命。1912年，供職於安徽民政司教育署，與高語罕同事。

### 從日本到北京
1912年末，自费留学日本，隔年入明治大学政治科。二次革命失敗後，經濟資助中斷，生活困窘。1914年5月，參加章士釗所辦的《甲寅》雜誌，結識供稿同人陳獨秀等人。1915年2月，參與反對“二十一條”的集會並成立留日學生總會。6月，開始為陳獨秀回國辦的《青年雜誌》供稿。1916年2月，到留日學生總會任職，结识了李大钊，參加他組織的神州學會並共同编辑《民彝》雜誌。
1916年7月，毕业归国，與許怡蓀同船。8月，汤化龙、梁啟超、蒲殿俊创办《晨鐘報》，李大钊任主編，邀请回家省親的高一涵同赴北京办报。9月2日，李大釗不滿湯化龍干預報刊內容而辭職。後與李大釗同住皮庫胡同，與白堅武、秦立庵、田克蘇等人辦《憲法公言》。1917年1月，应章士钊聘请，和李大釗、邵飄萍一起為《甲寅》日刊撰稿。2月，母親去世。10月，經許怡蓀介紹和胡適同住竹竿巷。1918年，经陈独秀介绍，受聘为北京大学编译委员会编译委员，並在中国大学、法政专门学校任教。冬，参加李大钊成立的马克思学说研究会。
1918年12月，陈独秀、李大钊等人创办《毎周評論》，為其供稿。1919年5月4日，參與遊行，後与陈独秀等人到中央公园、城南游艺园、新世界等处散发传单，支持學生、市民運動。12月，參與發起工讀互助團。27日，經奉天前往日本。1920年5月，接待康白情、徐彥之、孟壽椿、方豪、黃日葵五人作為遊學團來到東京。6月22日，到天津後返京。8月，參與成立京、滬皖事改進會，和會員共同推薦張繼煦任安徽教育廳長。9月，参加《新青年》社。1921年5月，反對安徽軍閥張文生通緝蔡曉舟等人。8月，與陶孟和到重慶宣講教育。12月，與王統照主辦《晨光》雜誌。1922年3月，開始與王星拱等人籌辦省立安徽大學。4月，參與发起非宗教运动，成立非宗教运动大同盟。5月，開始為《努力週報》供稿。8月，又在湖南会馆發起民權大同盟，主張民權和婦女權利。10月，安徽省議會選舉被判決無效，與各地皖人致電許世英要求改選。
1923年，對羅文榦案等事發表多篇時評。10月，被聘為北大政治系教授。1924年1月，第一次国共合作後，经李大钊介绍，于次年加入中国国民党。12月，為王世傑新創刊的《現代評論》供稿。1925年1月，作為國民議會促成會成員到北京各地宣講，對抗段祺瑞組織的善後會議。3月，被聘為華北六大學辯論會委員。4月，得了猩紅熱，休養了三個多月。

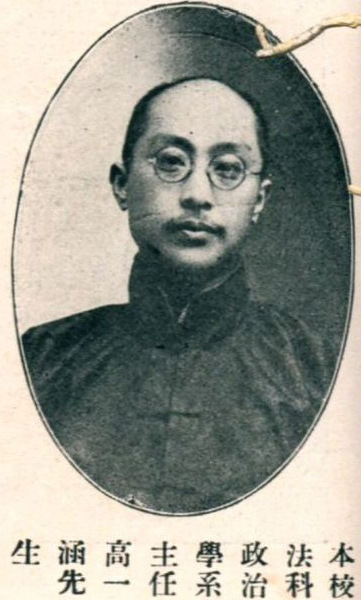

### 從教授到監委
1926年2月，積極宣傳討張反日的主張。三一八慘案後，也積極反應和批判。8月，參與北大評議會脫離教育部的抗議運動。10月，北伐軍佔領武汉，經李大釗和高語罕推薦成為共產黨名譽黨員，1927年1月，南下武漢经章伯钧介绍，担任国立武昌中山大学政治系主任，兼任国民革命军总司令部编译委员会主委。清黨後不久李大釗遇害，高一涵在武昌組織悼念。6月，惲代英任武漢政府國民黨軍委總政治部秘書長，高一涵任宣傳部長。寧漢合流後隨安徽國民黨黨部自武漢到安慶，又遇到何健打壓，同沈子健、周新民離開安慶前往上海。9月，在上海法政學院任教，多次發表文章討論平均地權等問題。1928年4月30日，胡適接任中國公學校長，高一涵应邀任社会科学院长。11月，由王樂平介紹參加陳公博、顧孟餘成立的中國國民黨改組同志會。1930年2月，因為胡適離開中國公學、高一涵也請辭離開。9月，國民黨中央黨部聘請他和等五人參加約法起草委員會，但未參會。11月，因為中國公學的風波和胡適不歡而散。
1931年2月，经南京国民政府監察院院长于右任提名，到南京出任监察委員，任內處理莊智煥案、陳調元案、常鴻鈞案等弊案，還去各地視察水災救濟事宜。夏，應杭立武提倡，共同發起中國政治學會。九一八事變後，彈劾王正廷外交上的失誤。1932年，行政院長汪精衛簽署《淞滬停戰協定》，引起社會不滿，高一涵和高友唐等委員集體彈劾汪精衛。9月，中國政治學會正式在國立中央大學成立，被選為幹事。又處理安徽涡陽縣侵吞賑災款案和河南溫縣違法加賦案。1933年，處理易培基違法售出金器案、顧祝同非法拘禁劉煜生案等。1935年4月，高一涵被调往两湖地区，担任监察使。1934年4月，發表多篇文章討論國民大會的制度設計問題。7月，因前月對時任鐵道部長顧孟餘的彈劾案導致汪精衛的不滿，試圖限制監察院的職權，7月16日，監察院總辭表達抗議，以致行政院案未能通過。1935年4月，任監察院湖南湖北監察使。6月，改到武昌兩湖監察使署辦公。7月，對汪精衛行政院提出彈劾，8月8日，汪政府下台。9月，勘察江漢工程局弊案。1936年，彈劾兩湖各縣公務員失職違法諸案。1937年8月，探望途徑武漢的高語罕，9月，又見胡適與周鯁生等好友。9月，陳獨秀出獄後，由南京至武漢，高一涵為其接風，安排住處，時常與王星拱等皖籍同鄉聚會。1938年6月底，隨兩湖区监察使署从武昌撤至湘西芷江。11月，長沙大火，受于右任命到長沙勘察實情，追究軍警機關責任。1939年，與國家救濟總署的許世英籌款救助安徽難民。長沙大捷時曾去前線勞軍。

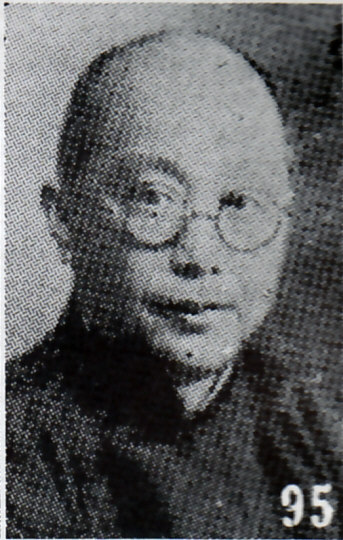
1941年《最新支那要人传》中的高一涵照片

1940年8月7日，調任甘肅寧夏青海监察使，12日，與黃少谷向最高國防委員會建議改進徵兵辦法。11月19日，由重慶至蘭州赴任。1941年4月，奉命調停馬步芳與班智達活佛的火併案。下半年又到各地巡查，了解當地狀況。同時為勞工利益發聲，改善拘留所的待遇。1942年6月，奉蔣介石電令嚴查甘肅省政府中國銀行倉庫囤積居奇的情形，懲處了一批商人。10月，到河南勘災。安徽也遭災大旱，高一涵也在蘭州出力，幫助賑災。1943年1月，被聘為教育部國立敦煌藝術所籌備委員會主委。12月，取締各縣黑市，安定物價。1944年秋，臥病。查實第八戰區貪腐問題，嚴加懲處。1945年12月，與敦煌所所長常書鴻在蘭州辦畫展，爭取國民政府對西北發展的支持。
1946年1月，省立安徽大學籌辦升格為國立，任委員。8月，在國立蘭州大學兼職任教。11月，当选制宪国民大会代表，負責監察院部分的審查。1947年3月11日，再度赴武漢擔任兩湖监察使。武大六一慘案後，對武漢警備司令彭善提起彈劾。後多次掩護共產黨地下黨員。4月，任粮食部兩湖区征粮督导团主委。12月，調任監察院中央委員，自武漢赴南京。1948年，主要處理于右任交辦事務，起草及審查法案。

### 加入民盟與政協
1949年4月，被任命为考试院委员，但隱居南京並未赴任。4月24日，解放軍進入南京。6月，經周新民和陳敏之介紹加入中國民主同盟。7月，应南京军管会文教委员会聘请，在南京大学法學院任教。1950年5月，任法學院院長和校務委員。隔年又在南京市人民政府擔任監委、政法委員。1952年，接受思想改造，院系調整後，法學院被撤銷，高一涵對此有意見，遭到批評。1953年2月，任江蘇省參事。1954年，当选第二届全国政协委員，後来又当选第三、第四届全国政协委員。1955年2月，任江蘇省司法廳廳長。1956年，当选为民盟中央委员、民盟江苏省委副主委兼组织部长。並在江苏省政协二届一次会议上当选为江苏省政协副主席，此后连任第三届江苏省政协副主席。1957年，大鳴大放，在民盟南京市委座談批評撤銷南京大學法學院的流弊，後多次參加民盟組織的整風運動。1958年10月，在省政協和人大發表自我批判，反省自己的階級立場。隔年又參加反右鬥爭。之後幾年多忙於民盟黨務和政協的工作。1967年，感染肺炎，住院治療。後文化大革命時，高一涵被指名批判，在家閉門不出，練習書法度日。

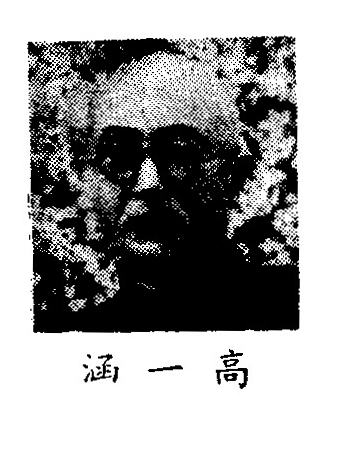

1968年1月23日，高一涵在南京逝世，享年83岁。
1978年，江苏省政协、民盟江苏省委联合为高一涵举办骨灰安放仪式，恢复名誉。

## 著作
- 欧洲政治思想史
- 政治学綱要
- 中国内閣制度的沿革
- 中国御史制度的沿革